# Eric Carter
Eric Robert Carter (Long Beach, Califórnia, 6 de março de 1970) é um ex-profissional norte-americano de BMX.